# Cafetite
La cafetite è un minerale.